# Марсель Леу
Марсель Леу (фр. Marcel Lehoux, нар. 3 квітня 1888 або 1889 — пом. 29 липня 1936) — французький автогонщик та підприємець, що все життя провів у Алжирі. Переможець кількох довоєнних гран-прі. Один із найкращих водіїв Bugatti.
Загинув на автоперегонах в Довілі, зіткнувшись із Ніно Фаріною.

## Біографія
Марсель Леу народився 3 квітня 1888 чи 1889 року.  Місцем народження вказують замок Фужер у Вандеї або містечко Блуа в долині Луари.
У 2-річному віці батьки перевезли його до Алжиру, що був в той час колонією Франції. Зростаючи в заможній родині, юнак мав забезпечене майбутнє. Займаючись торговельною справою, він уже в зрілому віці долучився до автоперегонів.
Вперше узяв участь у змаганнях у 1924 році в Алжирі із Brescia-Bugatti з об'ємом двигуна 1500 см3. Із Bugatti він брав участь і в подальших автоперегонах на території Північної Африки
У 1927 із Морісом Ростом Леу виграв 12 годин Сан-Себастьяну на Georges Irat.
У 1928-му — здобув перемогу на Гран-прі Алжиру та Гран-прі Туніса на Bugatti Type 35 й почав частіше відвідувати європейські гонки. 
Найкращим сезоном для нього став 1933 рік, коли він на Bugatti Type 51 виграв Гран-прі По, Дьєпу та Монци й кілька разів побував на подіумі. Тоді ж Марсель став переможцем кількох гонок з підйому на пагорб у Франції.
Scuderia Ferrari, відмічаючи його успіхи, зробила Леу своїм пілотом. У складі команди «алжирець» став другим у Дьєпі, та третім на трасі Монтжуїк, пропустивши вперед Широна та Варці, й у Касабаланці, де його випередив той же Широн та Етанселен на Maserati. У Монако він був четвертим, а у Віші — п'ятим. Зіштовхнувшись з більш молодою та конкурентоспроможною опозицією стало зрозуміло, що пік його кар'єри вже пройшов.
1935 рік Марсель провів на приватній Maserati. Він став тринадцятим у рейтингу європейських пілотів. Його найбільшими здобутками стали четверті місця на Гран-прі Марни та Лотарингії. Також він виграв перегони по заїзду на пагорб в Еймутьє у серпні місяці.
У 1936-му Леу виступив на приватній Bugatti T51 в По, після чого став водієм ERA. В його розпорядженні опинилась полуторалітрова ERA-B класу вуатюретт. В Монако він став другим, у змаганнях острова Мен — п'ятим, на Нюрнбургрингу — четвертим, а в Альбі — знову здобув срібло.
Наступним був Гран-прі Довілю, на який Леу отримав дволітрову ERA-B. Пройшовши на ній більше половини дистанції, Марсель зіткнувся з Alfa Romeo Ніно Фаріни. Обидві автівки злетіли в повітря, а водії були викинуті на правий бік тротуару. Фаріна знепритомнів, а Леу, отримавши важкі травми, помер практично миттєво. Його ERA перекинулась та спалахнула, що дало привід для чуток про його загибель у полум'ї.
На сьомому колі тієї ж гонки потрапив в аварію Альбер Шамбо. За кілька днів він помер у лікарні. 
Гран-прі Довілю більше ніколи не проводився. 

## Особистість
Марселя Леу описували як низкорослого кремезного чоловіка. Він був дуже популярною та поважаною персоною, відомим своєю удачею напоказ, професіоналізмом та щедрістю у допомозі зростанню молодих пілотів.
На Гран-прі Марни у Реймсі у 1931 році він познайомився з мадемуазель Еллє Ніс, що виступала також на Bugatti. Вони швидко потоваришували і часто їздили на гоночні заходи разом. Їхня дружба була добре відомою у гоночному товаристві. Певною мірою він грав у її житті роль надійної фігури батька.
Також був близьким другом Філіпа Етанселена.

## Перемоги
| Рік  | Назва            | Місце проведення | Автівка         | Звіт |
| ---- | ---------------- | ---------------- | --------------- | ---- |
| 1924 | Гран-прі Анфи    | Анфа             | Bugatti         | Звіт |
| 1928 | Гран-прі Алжиру  | Стаеулі          | Bugatti Type 35 | Звіт |
| 1928 | Гран-прі Туніса  | Карфаген         | Bugatti Type 35 | Звіт |
| 1929 | Гран-прі Алжиру  | Стаеулі          | Bugatti Type 35 | Звіт |
| 1930 | Гран-прі Дьєпу   | Дьєп             | Bugatti Type 35 | Звіт |
| 1931 | Гран-прі Женеви  | Женева           | Bugatti Type 51 | Звіт |
| 1931 | Гран-прі Марни   | Реймс            | Bugatti Type 51 | Звіт |
| 1932 | Гран-прі Марокко | Анфа             | Bugatti Type 54 | Звіт |
| 1933 | Гран-прі По      | По               | Bugatti Type 51 | Звіт |
| 1933 | Гран-прі Дьєпу   | Дьєп             | Bugatti Type 51 | Звіт |
| 1933 | Гран-прі Монци   | Монца            | Bugatti Type 51 | Звіт |

## Цікаві факти
- Марсель Леу протегував своєму співвітчизнику Ґаю Моллу.